# Eugendorf
Eugendorf è un comune austriaco di 6 882 abitanti nel distretto di Salzburg-Umgebung, nel Salisburghese; ha lo status di comune mercato (Marktgemeinde).

## Geografia fisica
Il comune, conosciuto anche come "Tor zu Salzburg" ("Porta di Salisburgo"), ha una superficie di 29 km² ed è compreso fra il lago Wallersee e la grande foresta del Salzkammergut. È separato da Henndorf am Wallersee da un piccolo torrente, nella località di Gersbach che dà sul lago.

## Storia
Le prime informazioni su Eugendorf risalgono all'anno 736 e riguardano la località '"Urkunden Jupindorf", successivamente "Juvindorf".

## Geografia antropica

### Suddivisioni amministrative
Il territorio comunale è ripartito in quattro comuni catastali (Eugendorf, Kirchberg, Neuhofen e Schwaighofen) e conta 10 località (tra parentesi la popolazione al 1º gennaio 2015): Eugenbach (952), Eugendorf (2 144), Kalham (458), Kirchberg (201), Knutzing (156), Neuhofen (303), Pebering (454), Reitberg (1186), Schaming (334) e Schwaighofen (635).

## Economia
Eugendorf, in una posizione naturalisticamente favorevole, ha una ricettività turistica principalmente legata a Salisburgo.

## Infrastrutture e trasporti

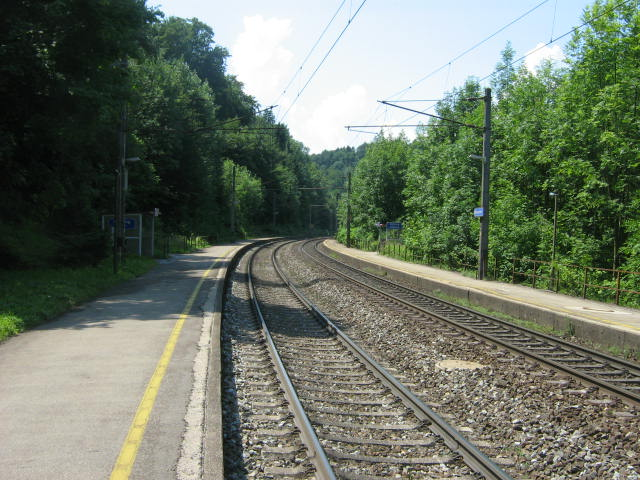
La stazione ferroviaria

La città è servita dallo svincolo autostradale di Eugendorf sulla A1 West Autobahn (Monaco di Baviera-Salisburgo-Linz-Vienna).
Distante da Salisburgo circa 8 km, Eugendorf è collegata con il capoluogo tramite la linea S2 (Salisburgo-Straßwalchen) della S-Bahn di Salisburgo. Eugendorf contava su un'altra stazione ferroviaria ("Eugendorf-Kalham") situata sulla ferrovia a scartamento ridotto (760 mm) Salzkammergut-Lokalbahn, che congiungeva Salisburgo a Bad Ischl attraversando i laghi Mondsee e Wolfgangsee. Tale linea venne chiusa nel 1964.

## Sport
Il comune è dotato di svariate strutture sportive e piste ciclabili; è conosciuto localmente per un suo percorso di golf di notevoli dimensioni.